# فانواتو
فانواتو أو رسميًا جمهورية فانواتو (البسلامية: Ripablik blong Vanuatu)، هي دولة جزيرة تقع في جنوب المحيط الهادئ. هي عبارة عن أرخبيل من أصل بركاني وتقع على بعد 1,750 كم تقريباً شمال شرق أستراليا و 500 كم شمال شرق كاليدونيا الجديدة وغرب فيجي وجنوب شرق جزر سليمان وبالقرب من غينيا الجديدة.
أول من سكن فانواتو هم الشعوب الميلانيزية. بينما وصل أوائل الأوروبيين لزيارة الجزر ضمن أعضاء البعثة الإسبانية بقيادة فرنانديس دي كييروس والذي حط في إسبيريتو سانتو في 1605. في ثمانينيات القرن التاسع عشر فرضت فرنسا والمملكة المتحدة سيطرتهما على أجزاء من البلاد وفي عام 1906 اتفقتا على إطار عمل لإدارة مشتركة للأرخبيل باسم هبريدس الجديدة. نشأت حركة الاستقلال في العقد 1970 وظهرت جمهورية فانواتو في عام 1980.
يعود اسم البلاد إلى الكلمة فانوا (الأرض أو الوطن) وفقاً للغات الأسترونيزية والكلمة تو (موقف). تشير الكلمتان معاً إلى حالة البلاد الجديدة.

## التاريخ
عاش الميلانيزيون في المنطقة المعروفة الآن بفانواتو لمدة ثلاثة آلاف سنة على الأقل.
في سنة 1606م كان بيدرو فيرنانديز دي كويروز ـ وهو مكتشف أسباني على رأس حملة من بيرو ـ أول أوروبي تقع عينه على هذه الجزر. وقد رسم المستكشف الإنجليزي جيمس كوك خريطة للمنطقة في سنة 1774م، وسمى هذه الجزر جزر نيوهبريدز وذلك على اسم جزر هبريدز الأسكتلندية. بدأ التجار والمنصرون والمستوطنون الإنجليز والفرنسيون بزيارة الجزر خلال العام 1820م.
سنة 1906 تم إرسال فرق استكشاف بحرية بريطانية فرنسية مشتركة لمسح المنطقة، حكمت بعدها الدولتين تلك الجزر التي كانت تُسمى نيوهبريدز، وفي سنة 1980م أصبحت مستقلة تحت اسم فانواتو.
بعد دخول الولايات المتحدة الأمريكية الحرب العالمية الثانية في عام 1941م، أصبحت جزر نيو هبريدز قاعدة حربية مهمة. بدأت حركة المطالبة بالاستقلال في الجزيرة في الستينيات من القرن العشرين الميلادي. في 30 يوليو 1980م أصبحت الجزر تعرف بأُمة فانواتو المستقلة.
في سنة 1987 أصاب إعصار شديد مصحوب بالرعد والمطر فانواتو مما أدّى إلى حدوث خسائر كبيرة.

## جغرافيا
تأخذ جزر فانواتو شكل الرقم 7 في هيئة سلسلة تمتد حوالي 800 كم من الشمال إلى الجنوب، عبارة عن أرخبيل فانواتا مكون من 80 جزيرة منها 67 آهلة، تحتل على مساحة بحرية تغطي 900,000 كم. مناخ الأرخبيل رطب. تغطي الغابة 75% من ترابة. 14 من هذه الجزر مساحتها أكثر من 100 كم2، سبعين منها فقط مأهول بالسكان. أكبر جزيرتين في فانواتو هما إسبيريتو سانتو (3956 كم2)، ومالاكولا (2041 كم2). أغلب جزر فانواتو جبلية وبركانية. مناخها استوائي أو شبه استوائي. أكبر مدن فانواتو هي بورت فيلا، وهي أيضاً عاصمتها.
تمتد هذه الجزر على شكل سلسلة من الشمال إلى الجنوب، وتتكون في معظمها من سهول ساحلية ضيقة، ومناطق جبلية في الداخل، وتضم الجبال العديد من البراكين النشطة. كما تعتبر قمة جبل تابويماسانا والتي تبلغ ارتفاعها 1877 متر فوق مستوى سطح البحر أعلى قمة جبلية في الجزر.
تتعرض فانواتو لعدد من المخاطر الطبيعية مثل الأعاصير التي تجتاح البلاد في الفترة ما بين ديسمبر وإبريل، هذا بالإضافة للنشاط البركاني، والزلازل وموجات تسونامي، وذلك نظراً لوقوع الجزر في منطقة تعرف بحلقة النار في المحيط الهادي وهي منطقة زاخرة بالبراكين والزلازل.

### المناخ
يسود فانواتو مناخ استوائي وتتعرض البلاد للرياح التجارية الجنوبية الشرقية في الفترة من مايو لأكتوبر، وتهطل الأمطار عليها ما بين نوفمبر وأبريل.

## سكان
أكثر من 90 % من السكان ميلانيزيون. ويشكل الآسيويون والأوروبيون والبولينيزيون باقي السكان. ويعيش ثلاثة أرباع السكان في قرى ريفية. تُصنع العديد من المنازل في القرية من الخشب، والخيزران وأوراق النخيل. وتعتبر بورت فيلا وسانتو (في إسبريتوسانتو) المجتمعين الحضريين الوحيدين في الجزر. يتحدث السكان أكثر من 100 لغة وتعتبر لغة بيسلاما أكثر اللغات انتشاراً، وهي نموذج من الإنجليزية الهجين تجمع بين كلمات إنجليزية وقواعد ميلانيزية. في فانواتو ما يقرب من 300 مدرسة ابتدائية وعدد من المدارس الثانوية.

## الدين
حوالي 85 % من السكان مسيحيون وأغلب البقية وثنيون وفيهم مسلمون.

## نظام الحكم
نظام الحكم بفانواتو جمهوري، وتتمثل السلطة التنفيذية في رئيس الجمهورية ورئيس الوزراء ونائبه، وينتخب رئيس الجمهورية لفترة رئاسية تبلغ خمس سنوات.
ينتخب رؤساء البرلمان والمجلس الإقليمي الرئيس لمدة خمس سنوات. ويُعدُّ دور الرئيس دوراً تشريفيّاً، تتكون السلطة التشريعية من مجلس واحد هو البرلمان ويتكون من 52 عضو، ومدة عضويتهم أربع سنوات، وبالنسبة للسلطة القضائية تعد المحكمة العليا هي أعلى سلطة قضائية في البلاد، ويقوم رئيس الجمهورية بتعيين رئيسها، بعد التشاور مع كل من رئيس الوزراء وزعيم المعارضة، كما يقوم رئيس الجمهورية بتعيين ثلاثة قضاة آخرين في المحكمة بناء على نصيحة لجنة الخدمات القضائية.
ويوجد بفانواتو عدد من الأحزاب السياسية مثل اتحاد أحزاب الوسط، حزب أرضنا، حزب فانواتو الوطني المتحد، الحزب الميلانيزي التقدمي.

## اقتصاد
يعتمد اقتصاد البلاد بشكل رئيس على السياحة والزراعة، كما يعتمد السكان على صيد الأسماك لكن بشكل غير رئيسي.

## التقسيم الإداري
تنقسم فانواتو إلى 6 محافظات (Province ) منذ عام 2004 وتعتبر المحافظات المستوى الإداري الأول للدولة. أسماء المحافظات مشتق من أسماء الجزر التابعة لها. الأحرف الأولى باللغة الإنجليزية من كل اسم جزيرة. في المستوى الإداري الثاني تنقسم المحافظات إلى بلديات (Municipality ) وتتكون عادةً من جزيرة واحدة لها مجلس وعمدة منتخب من أعضاء المجلس.

محافظات فانواتو

| المحافظة       | العاصمة   | الجزر الرئيسة                     | المساحة (كم²) | تعداد السكان إحصاء 2009 |
| -------------- | --------- | --------------------------------- | ------------- | ----------------------- |
| محافظة مالامبا | لاكاتورو  | أمبريم مالاكولا بآما              | 2,779         | 36,727                  |
| محافظة بينما   | لونغانا   | جزيرة بنتيكوست أمباي ماؤو         | 1,198         | 30,819                  |
| محافظة سانما   | لوغانفيل  | سانتو مالو                        | 4,248         | 45,855                  |
| محافظة شيفا    | بورت فيلا | إيفات جزر شيبارد                  | 1,455         | 78,723                  |
| محافظة تافيا   | إسانغيل   | تانا أنيوا فوتونا إرومانغو أناتوم | 1,628         | 32,540                  |
| محافظة توربا   | سولا      | جزر بانكس وتوريس                  | 882           | 9,359                   |
| فانواتو        | بورت فيلا |                                   | 12,189        | 234,023                 |

## الصحة
متوسط العمر المتوقع في فانواتو 67 سنة للرجال و 70 سنة للنساء.
تتمتع فانواتو بمناخ استوائي، ويعيش أكثر من 80% من السكان في القرى الريفية المعزولة مع إمكانية الوصول إلى حدائقهم الخاصة وإمداداتهم الغذائية. الملاريا مشكلة كبيرة.
تشير الإحصائيات الرسمية إلى انخفاض معدل وفيات الرضع خلال النصف الأخير من القرن العشرين، من 123 حالة وفاة لكل 1000 نسمة في عام 1967 إلى 25 حالة وفاة لكل 1000 في عام 1999. كانت هناك 46.85 حالة وفاة لكل 1000 مولود حي في عام 2011.

## التعليم
النسبة المقدرة لمحو الأمية بين الأشخاص الذين تتراوح أعمارهم بين 15 و 24 سنة تبلغ حوالي 74% وفقًا لأرقام اليونسكو. ارتفع معدل الالتحاق بالمدارس الابتدائية من 74.5% عام 1989 إلى 78.2% عام 1999 ثم إلى 93.0% عام 2004 ثم انخفض إلى 85.4% عام 2007. وانخفضت نسبة التلاميذ الذين أكملوا التعليم الابتدائي من 90% عام 1991 إلى 72٪. في عام 2004 وحتى 78% في عام 2012.
يوجد في بورت فيلا وثلاثة مراكز أخرى حرم جامعي لجامعة جنوب المحيط الهادئ، وهي مؤسسة تعليمية مشتركة في ملكية اثنتي عشرة دولة في المحيط الهادئ. يضم الحرم الجامعي في بورت فيلا، والمعروف باسم حرم إيمالوس، كلية الحقوق بالجامعة.

## الثقافة

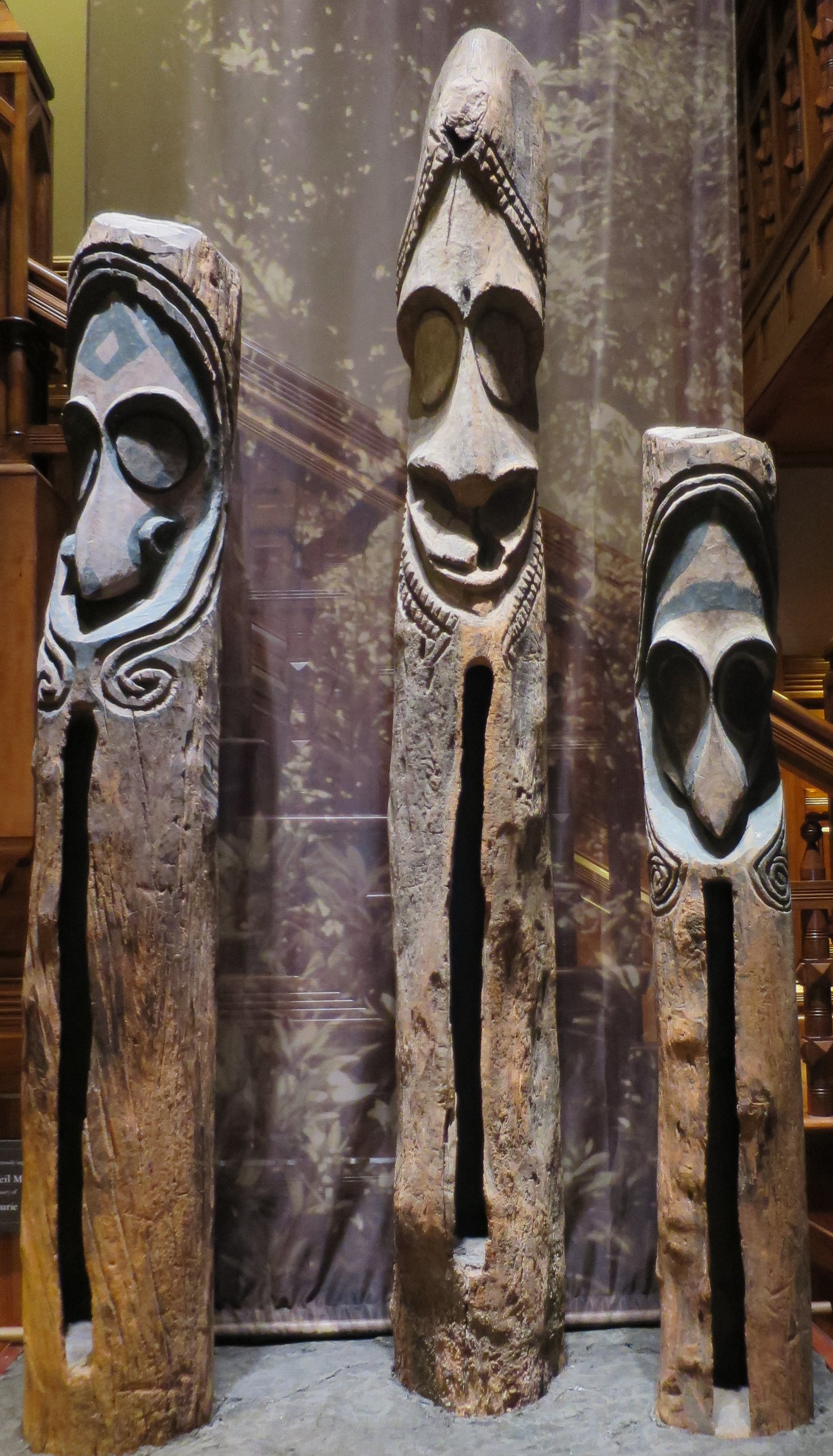
براميل مشقوقة خشبية من فانواتو، متحف بيرنيس بي بيشوب.

تحتفظ ثقافة فانواتو بتنوع قوي من خلال الاختلافات الإقليمية المحلية ومن خلال التأثير الأجنبي. يمكن تقسيم فانواتو إلى ثلاث مناطق ثقافية رئيسية. في الشمال، تتشكل الثروة من خلال مقدار ما يمكن للمرء التخلي عنه، من خلال نظام أخذ الدرجات. تعتبر الخنازير، وخاصة تلك ذات الأنياب المستديرة، رمزًا للثروة في جميع أنحاء فانواتو. في الوسط، تهيمن الأنظمة الثقافية الميلانيزية التقليدية. في الجنوب، تم تطوير نظام يتضمن منح الملكية مع الامتيازات المرتبطة بها.[بحاجة لمصدر]
يخضع الشبان لمراسم وطقوس مختلفة عند بلوغ سن الرشد للشروع في الرجولة، بما في ذلك الختان.
يوجد في معظم القرى ناكامال أو نادي في القرية، وهو بمثابة نقطة التقاء للرجال ومكان لشرب الكافا. تحتوي القرى أيضًا على أقسام مخصصة للذكور والإناث فقط. تقع هذه الأقسام في جميع أنحاء القرى. في ناكامالز، يتم توفير مساحات خاصة للإناث عندما تكون في فترة الحيض.[بحاجة لمصدر]
هناك عدد قليل من مؤلفي ني فانواتو البارزين. حققت الناشطة في مجال حقوق المرأة غريس ميرا موليسا، التي توفيت في عام 2002، شهرة دولية بصفتها شاعرة وصفية.[بحاجة لمصدر]

### الموسيقى

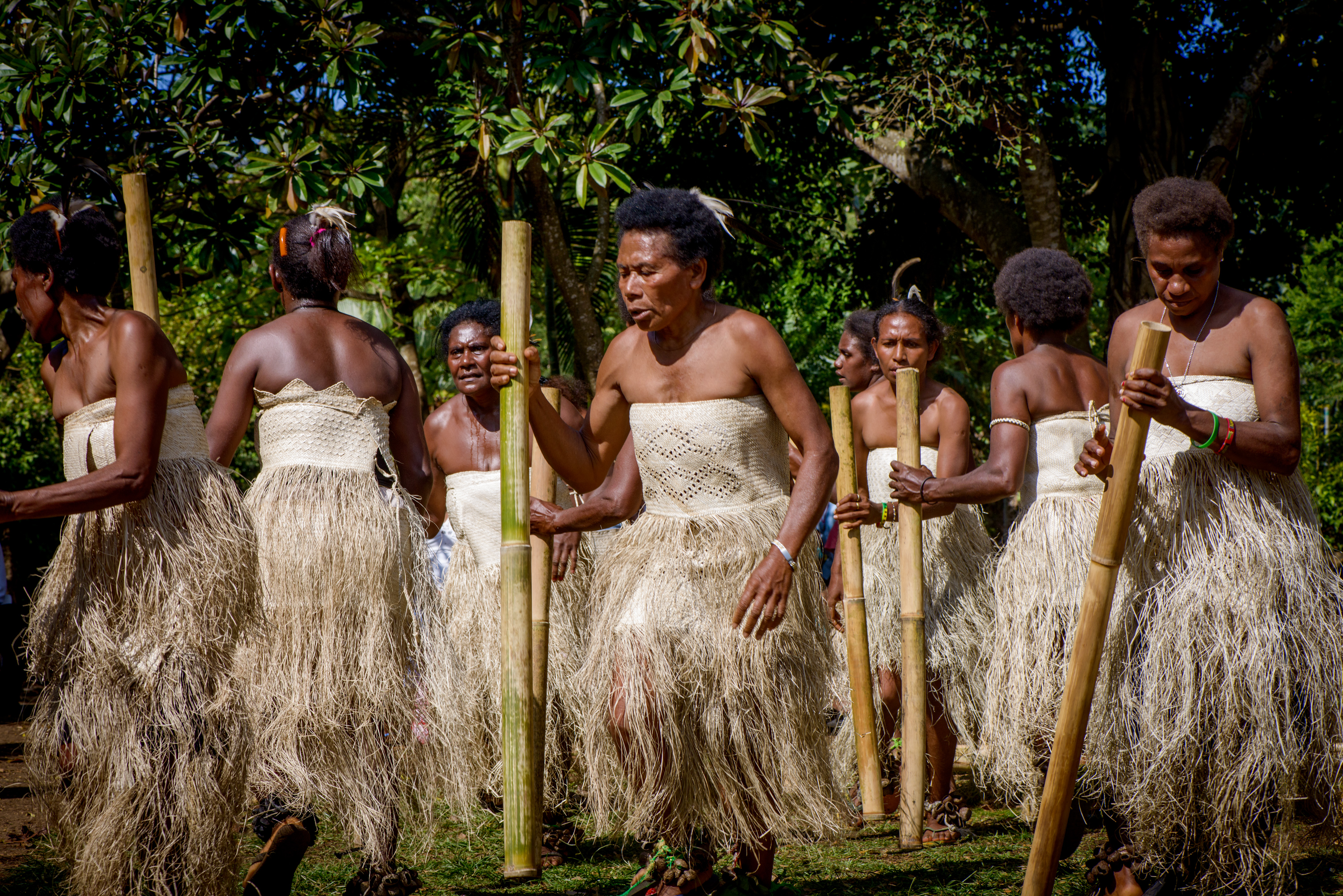
رقصة نسائية من فانواتو، باستخدام أنابيب ختم من الخيزران.

لا تزال الموسيقى التقليدية لفانواتو مزدهرة في المناطق الريفية في فانواتو. تتكون الآلات الموسيقية في الغالب من الحمقى: براميل مختلفة الشكل والحجم، الصنوج المشقوقة، أنابيب الختم، بالإضافة إلى خشخيشات، من بين آخرين. يُعرف النوع الموسيقي الآخر الذي أصبح شائعًا على نطاق واسع خلال القرن العشرين في جميع مناطق فانواتو، باسم موسيقى وترية. فهو يجمع بين القيثارات والقيثارة والأغاني الشعبية.
في الآونة الأخيرة، نمت موسيقى فانواتو، كصناعة، بسرعة في التسعينات، وصاغت العديد من الفرق هوية مميزة من فانواتو. الأنواع الشعبية من الموسيقى التجارية الحديثة، التي يتم عزفها حاليًا في المناطق الحضرية تشمل موسيقى الزوق والريجيتون. الريغيتون، وهي مجموعة متنوعة من دانسهول ريغي التي يتم التحدث بها باللغة الإسبانية، والتي يتم لعبها جنبًا إلى جنب مع إيقاعها المميز، يتم لعبها بشكل خاص في النوادي الليلية المحلية في بورت فيلا مع جمهور من الغربيين والسياح في الغالب.[بحاجة لمصدر]

### المطبخ
يشتمل مطبخ فانواتو (aelan kakae) على الأسماك والخضروات الجذرية مثل القلقاس والبطاطا والفواكه والخضروات. تزرع معظم عائلات الجزر الطعام في حدائقها، ونقص الغذاء نادر. البابايا والأناناس والمانجو والموز والبطاطا الحلوة وفيرة خلال معظم العام. يستخدم حليب جوز الهند وكريم جوز الهند لتذوق العديد من الأطباق. يتم طهي معظم الطعام باستخدام الأحجار الساخنة أو من خلال الغلي والبخار. القليل من الطعام مقلي.
الطبق الوطني لفانواتو هو اللفة.[بحاجة لمصدر]

### الرياضة
الرياضة الأكثر ممارسة في فانواتو هي كرة القدم. دوري الدرجة الأولى هو دوري السوبر الفيفا الوطني بينما دوري بورت فيلا لكرة القدم هو منافسة مهمة أخرى.[بحاجة لمصدر]

### المهرجانات
تشتهر جزيرة العنصرة بتقاليدها في الغوص البري، والمعروفة محليًا باسم غول. تتكون الطقوس للرجال من الهبوط من برج خشبي بارتفاع 98 قدمًا مع ربط كاحليهم بالكروم، كجزء من مهرجان حصاد اليام السنوي. غالبًا ما تتم مقارنة هذا التقليد المحلي بالممارسة الحديثة لقفز البنجي، والتي تطورت في نيوزيلندا في الثمانينيات.[بحاجة لمصدر]

## طالع أيضًا
- دستور جمهورية فانواتو

## وصلات خارجية
- بوابة الحكومة نسخة محفوظة 6 نوفمبر 2020 على موقع واي باك مشين.
- دليل سياحي عن فاواتو نسخة محفوظة 24 مايو 2007 على موقع واي باك مشين.
- خريطة فانواتو نسخة محفوظة 5 مارس 2005 على موقع واي باك مشين.